# Прапор Галича
Пра́пор Га́лича — прапор міста Галич Івано-Франківської області, один із його офіційних символів. Затверджений 5 квітня 1998 р. рішенням II сесії Галицької міської ради III скликання.
Автор проекту прапора — В. Воронов, В. Івасьов.

## Опис
У центрі блакитного полотнища із співвідношенням сторін 2:3 жовтий проквітлий хрест.